# اریش میلکه
اریش فریتس امیل میلکه (انگلیسی: Erich Mielke؛ زاده ۲۸ دسامبر ۱۹۰۷ – درگذشته ۲۱ مهٔ ۲۰۰۰) یک سیاستمدار کمونیست اهل آلمان و از ۱۱ دسامبر ۱۹۵۷ تا ۱۸ نوامبر ۱۹۸۹ رئیس اشتازی بود.